# Лелевель, Иоахим
Иоа́хим Йозеф Бенедикт Леле́вель (пол. Joachim Lelewel, лит. Joachimas Lelevelis, бел. Яўхім Лялевель, 22 марта 1786, Варшава, Речь Посполитая, — 29 мая 1861, Париж, Франция) — польский историк, политик и общественный деятель, профессор Виленского и Брюссельского свободного университетов.

## Ранние годы
Сын Кароля Мауриция Тадеуша Лелевеля, экономиста, генерального кассира Комиссии национальной эдукации в Вильне, первого в Европе министерства просвещения (1778—1794), и Евы Шелюты-Малюницкой, брат Яна Павла Лелевеля, художника и инженера, дальний родственник Генрика Сенкевича. Предки по отцу были австрийскими дворянами (нем. von Loelhöffel), осевшими в XVII веке в Восточной Пруссии.
Учился в пиарском конвикте в Варшаве. В 1804 году поступил в Виленский университет; окончил в 1808 году. В годы пребывания в университете Лелевель активно участвовал в деятельности тайных студенческих обществ, объединившихся в 1806 году в «Общество наук и искусств». Эти общества ставили своей целью содействие просвещению народа, что, по их мнению, должно было привести в будущем к обновлению Польши.
После четырёх лет обучения в университете, не получив ни учёной степени, ни даже степени магистра, летом 1808 года был отправлен в Каменец для работы преподавателем в гимназии. Но так как перспектив для развития его как историка там не было, он договаривается в 1811 году о переводе его в Варшаву, где продолжил свою научную деятельность.
В 1807 году выпустил первую печатную работу «Эдда, или Книга религии древних жителей Скандинавии». В 1809—1811 годах профессор в Кременецком лицее. В 1815—1818 и 1821—1824 годах занимал кафедру истории Виленского университета.

Его курсы, не включенные в число обязательных, посещало вначале 100, а затем более 400 слушателей; это свидетельство высокой популярности. Как заметил Ян Чечот в письме от 11 / 23 января 1822 года к Онуфрию Петрашкевичу, «с тех пор, как университет стал университетом, никогда ни один профессор не имел столько слушателей»

Лекции оказали влияние на Адама Мицкевича. Вместе с Михалом Балинским основал журнал «Tygodnik Wileński» (1818). В 1824 году после раскрытия тайных студенческих обществ филоматов и филаретов был отстранён от преподавания как их идейный вдохновитель. Лелевель был обвинен в намерении «распространить безрассудный польский национализм посредством обучения».
В 1824—1830 годы Лелевель занимался научными исследованиями, активно участвует в заседаниях Общества друзей наук (Towarzystwo Przyjaciół Nauk). В течение пяти лет вышло несколько десятков его книг и статей по истории Польши, археологии, нумизматике, праву, библиографии.

## Варшава
Переехав в Варшаву, установил связь с тайными польскими патриотическими организациями. В 1828 году был избран депутатом сейма Царства Польского. С началом Польского восстания 1830—1831 годов член Административного совета во главе с Адамом Чарторыйским, затем Национального правительства.
Стал председателем возобновлённого в ходе восстания Патриотического общества (Towarzystwo Patriotyczne), стремившегося радикализировать политические действия (под давлением организованных Патриотическим обществом манифестаций сейм 25 января 1831 года проголосовал за лишение польского престола Николая I) и проведения глубоких социальных реформ (наделение части крестьян землёй и другие меры).

## Эмиграция
После поражения восстания эмигрировал во Францию.
В декабре 1831 года основал Польский национальный комитет в Париже. Комитет ставил своей целью достижение организационного единства эмигрантов и оказание им материальной помощи, а также занимался подготовкой нового восстания.
За воззвание «К братьям русским», содержавшего призыв к совместной борьбе против царизма, опубликованное комитетом, выслан из Франции (1833). Жил в Брюсселе. Вошёл в комитет, руководящий организацией «Молодая Польша», основанной польскими карбонариями в Берне в 1834 году.
В качестве председателя Комитета Лелевель первым в эмиграции публично предложил лозунг братства свободолюбивых народов и их союза. Лелевель связал судьбу Польши с демократическими и национально-освободительными движениями в Европе. В это же время он сблизился с карбонариями и создал тайную организацию «Месть народа», которая должна была подготовить новое восстание в Польше.
Пытаясь организовать единое движение за свободу Польши, Лелевель стремился добиться единства польской эмиграции, разбитой в то время на два лагеря: буржуазно-демократический и консервативно-монархический. С этой целью в 1837 году он выступил с идеей создания «Объединенной польской эмиграции» (Zjednoczenie Emigracji Polskiej)
После Краковского восстания Лелевель вступил в польское демократическое общество, а затем в «Демократическую ассоциацию», созданную по инициативе представителей левого крыла европейской эмиграции в 1847 году.
В 1845 году в Брюсселе Лелевель познакомился с Карлом Марксом. Общение с Марксом и Фридрихом Энгельсом продлилось сравнительно недолго и не сыграло большой роли в развитии историко-политической концепции Лелевеля.
В 1847 году стал одним из учредителей (наряду с Марксом, Энгельсом и др.) международной Демократической ассоциации единения и братства народов, основанной в Брюсселе.
Оказал влияние на Михаила Бакунина.
Во второй половине 1840-х годов Лелевель стал больше отходить от активной политической деятельности. После поражения революции 1848 года его участие в политической жизни ограничивалось председательством и выступлениями в Брюсселе на ежегодных празднованиях годовщины ноябрьского восстания.
Традиция приписывает ему авторство девиза, воодушевлявшего целые поколения революционеров: «За нашу и вашу свободу!»
В 1857 году граф Баворовский пригласил Лелевеля заведовать его обширными коллекциями, но тот отказался, пожелав умереть в парижском приюте.

## Историк
Основоположник романтической школы в польской историографии. Автор многих трудов по политической истории Польши и Литвы с древнейших времён по XIX век, истории польского крестьянства. Требуя опоры на источники, заложил основы ряда вспомогательных дисциплин в польской исторической науке. Лелевель ввёл в научный оборот новые материалы. Ещё большее значение имел плодотворный поворот от узко понимаемой политической истории к развитию социальных отношений.
Собрал обширную коллекцию книг и карт. Бо́льшая часть собрания (4 548 томов по географии, картографии, истории, нумизматике) в соответствии с его завещением в 1926 передана виленскому Университету Стефана Батория и ныне хранится в библиотеке Вильнюсского университета.
Историко-политическая концепция Лелевеля начала оформляться еще в студенческие годы, когда он участвовал в деятельности тайных студенческих обществ. Именно в это время он начинает изучать вопросы происхождения славян, литовские и немецкие древние летописи. Затем уже в годы его преподавательской деятельности, а затем эмиграции, его концепция окончательно формируется.
В условиях борьбы польского народа за независимость Лелевель считал занятия исторической наукой актуальным делом и пытался изучить прошлое для того, что бы успешнее вести борьбу за национальную свободу в современное ему время.
Выработанная им концепция национальной истории опиралась на глубокое осмысление социальных проблем и путей их решения, на симпатии к народным массам и веру в их революционные возможности, на республиканские идеи.
Впервые в польской историографии Лелевель сформулировал понятие всеобщей истории как истории всех народов и государств. Одновременно он отмечал специфику в развитии разных народов, в первую очередь славянских. В истории каждого народа он стремился выявить «собственный национальный источник» развития, носителем которого считал народные массы. Под народом Лелевель понимал крестьянство и шляхту, считая, что их взаимоотношения составляли смысл истории Польши.
Однако исторические взгляды Лелевеля были в целом идеалистическими. Исторический процесс, утверждал он, зависит в своей основе от специфического «национального духа», неких «струй культуры» и других духовных явлений, подъем и упадок которых в конечном счете определяют судьбы народов. «Национальный дух» проявляется во всех деяниях народа и обусловлен «антропологическими» и «политическими» (хозяйство, право, торговля и т. д.) факторами.

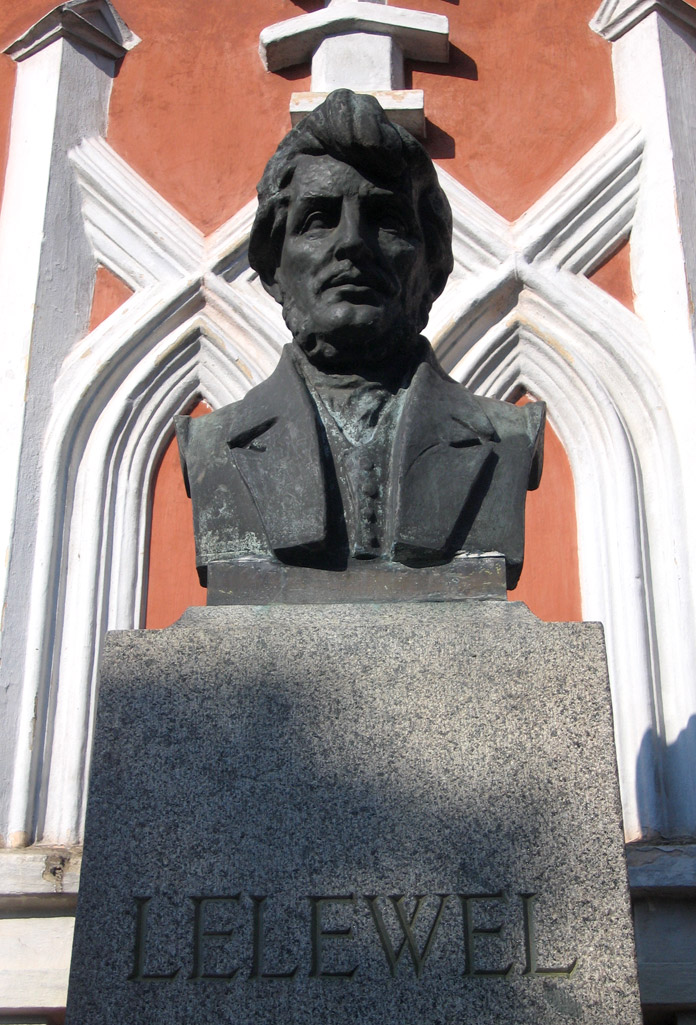
Бюст Лелевеля
(надгробный памятник)

В центре внимания Лелевеля была история Польши. Ей он посвятил большинство своих трудов, в том числе «Возрождающаяся Польша» (1836), «Сравнение двух восстаний польского народа 1794 и 1830—1831 гг.» (1840), «Польша средних веков» в 4-х томах (1846—1851), «История Польши» в 2-х томах (1844), «Народы на славянских землях перед образованием Польши» (1853) и др.
В стремлении выяснить происхождение польского «национального духа» Лелевель обратился к древней истории славянских народов. Тогда у них существовали свобода, равенство, они не знали монархии, своеволия, писал историк. Эти черты, а также мужество, миролюбие явились составными частями славянского, а затем и польского «национального духа». Лелевель, как и другие романтики, идеализировал общинный строй славян и считал, что он был нарушен проникновением «западной цивилизации». Такие её формы, как римское право, католическая церковь, феодализм, указывал Лелевель, уничтожили демократическое устройство славян. С этого времени в Польше происходила постоянная борьба двух стихий — чуждой, монархически-феодальной, и истинно польской, славянско-республиканской. Постепенное преобладание монархизма, аристократизма и фанатизма привело страну к: упадку. Путь к возрождению Польши Лелевель видел в возвращении к «национальным истокам», установлении демократии и справедливости. Носителем «извечных идеалов» поляков он считал народ, имея в виду мелкую шляхту и крестьян.
Исходя из того, что история Польши является процессом борьбы «двух антагонистических основ — республиканской и монархической», Лелевель создал её новую периодизацию, в основу которой положил этапы проявления «национального духа». Первый период (860—1139) он характеризовал как эпоху первобытной аграрной демократии, народовластия — «самовладства», которое пришло на смену раннему славянскому гминовладству. На этапе «самовладства» в общине возникло социальное неравенство: из массы крестьян вследствие войн, западных влияний и появления частной собственности выделились землевладельцы-лехиты. От них, по мнению Лелевеля, произошла шляхта, постепенно закабалившая земледельцев-кметов. Затем наступил период «можновладства» — (1139—1374), в ходе которого происходило все большее отдаление лехитов от кметов, расширение привилегий первых и усиление гнета вторых. Из шляхты выделилась аристократия — магнаты, воспринявшие чуждые обычаи. Однако раздоры, бедствия, народное горе пробудили в шляхте «национальный дух», и она преградила путь своеволию магнатов. В этом выводе проявилась идеализация Лелевелем шляхетского сословия.
Борьба шляхты с магнатами, согласно концепции Лелевеля, завершилась победой шляхты и установлением «шляхетского гминовладства» (1374—1607). Положение крестьян в этот период оставалось тяжелым вследствие восприятия шляхтой чуждых народу принципов аристократизма и католицизма. Последовавший затем четвертый период (1607—1795) Лелевель назвал временем «вырождения шляхетского гминовладства» и усиления иностранного влияния (прежде всего немецкого). С ним он связывал ослабление демократических основ в стране, отход от «национального духа». Современный ему период учёный считал «эпохой возрождения Польши». Основным её содержанием, полагал он, должно быть возвращение к принципам первобытной демократии, распространение свобод и равенства на весь народ, установление республиканского строя в результате народного восстания.
Причины ослабления Речи Посполитой Лелевель искал в её социально-экономической и политической структурах, в неразрешенности крестьянского вопроса и в захватнической политике соседних государств. Поражение восстаний 1794 и 1830—1831 гг. он справедливо объяснял тем, что их руководители боялись народных масс и старались отстранить их от активного участия в борьбе . Лелевель, в отличие от западной либерально-буржуазной историографии, не отводил городам сколько-нибудь значительного места в истории, не понимал прогрессивной роли буржуазии на определенном этапе общественного развития. Во всех своих работах он прославлял земледельческий облик Польши, являвшийся якобы отличительной чертой славянского «национального духа».
Выводы Лелевеля о причинах падения Речи Посполитой, неоднократно повторявшиеся не только в его исторических трудах, но и в политических документах, особенно в речах по случаю годовщины польского восстания 1830—1831 годов. Эти выводы он ставил на службу современной ему политической борьбе: он неустанно разоблачал польских магнатов и их «враждебную польскому народу» монархическую политику.
Использовавшийся Лелевелем подход к пониманию прошлого позволил ему выявить некоторые существенные моменты формирования классов, их борьбы, роль церкви и государства в укреплении власти феодалов. Ученому удалось также в целом верно определить причины, которые привели к упадку Польши. Он писал: «…умерла шляхетская Польша, Польша неволи и привилегий, Польша, представленная одним только классом её жителей. А та Польша, которая воскреснет, будет народной Польшей».

## Увековечение

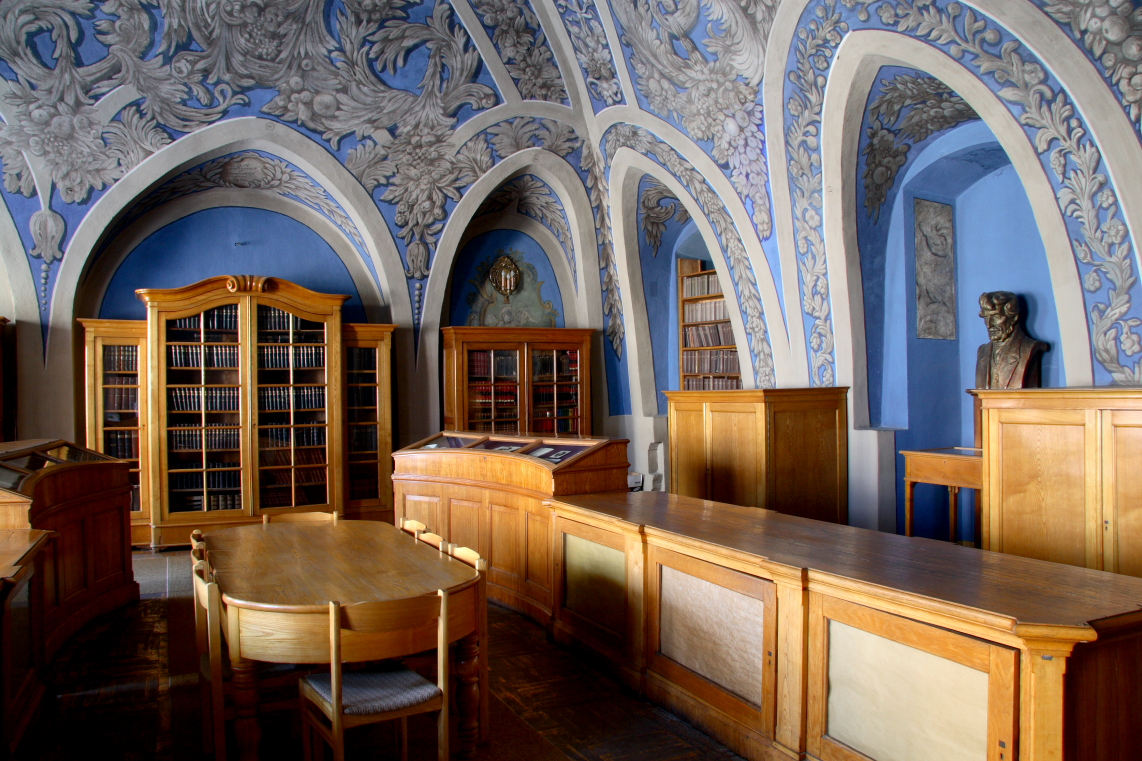
Зал Лелевеля БВУ

Умер в Париже и был похоронен на кладбище Монмартр.
В связи с 350-летием вильнюсского университета прах был перевезён в Вильно и 9 октября 1929 года торжественно перезахоронен на кладбище Росса (Расу). В 1932 году над могилой был установлен памятник работы Болеслава Балзукевича.
Имя Иоахима Лелевеля носит один из залов библиотеки Вильнюсского университета, в котором ныне располагается отдел Библиографии и информации библиотеки. Декор сводов этого зала в 1930 году восстановил художник и реставратор Ежи Хоппен. После реставрации сюда была перенесена коллекция книг и атласов Лелевеля. Ещё раз зал реставрировался в 1956 году. В этом зале действует постоянная мемориальная экспозиция, посвящённая Лелевелю. В Большом дворе ансамбля Вильнюсского университета установлена мемориальная доска в память Лелевеля.
Одна из улиц Вильнюса в центре города носит имя Лелевеля. В период между двумя мировыми войнами в Вильно действовала гимназия имени Иоахима Лелевеля. Ныне его имя носит инженерная гимназия в Жирмунай и средняя школа в Антакальнис.
Также именем Лелевеля названы улицы в Гродно, Гданьске и Щецине.